# جاكوب أكسل نيلسن
جاكوب أكسل نيلسن (بالدنماركية: Jakob Axel Nielsen)‏ هو محامي وسياسي دانمركي، ولد في 12 أبريل 1967 في هادسوند في الدنمارك. حزبياً، نشط في حزب الشعب المحافظ ‏. وقد انتخب عضو فولكتنغ ‏ عن دائرة North Jutland (Folketing constituency) ‏ وقد انضم خلال فترته النيابية ‏  للكتلة البرلمانية حزب الشعب المحافظ ‏ وانتخب وزير الصحة الدنماركي (23 نوفمبر 2007 – 23 فبراير 2010).